# Audi e-tron GT
L'Audi e-tron GT è un'autovettura prodotta dalla casa automobilistica tedesca Audi a partire dal 2020.

## Panoramica

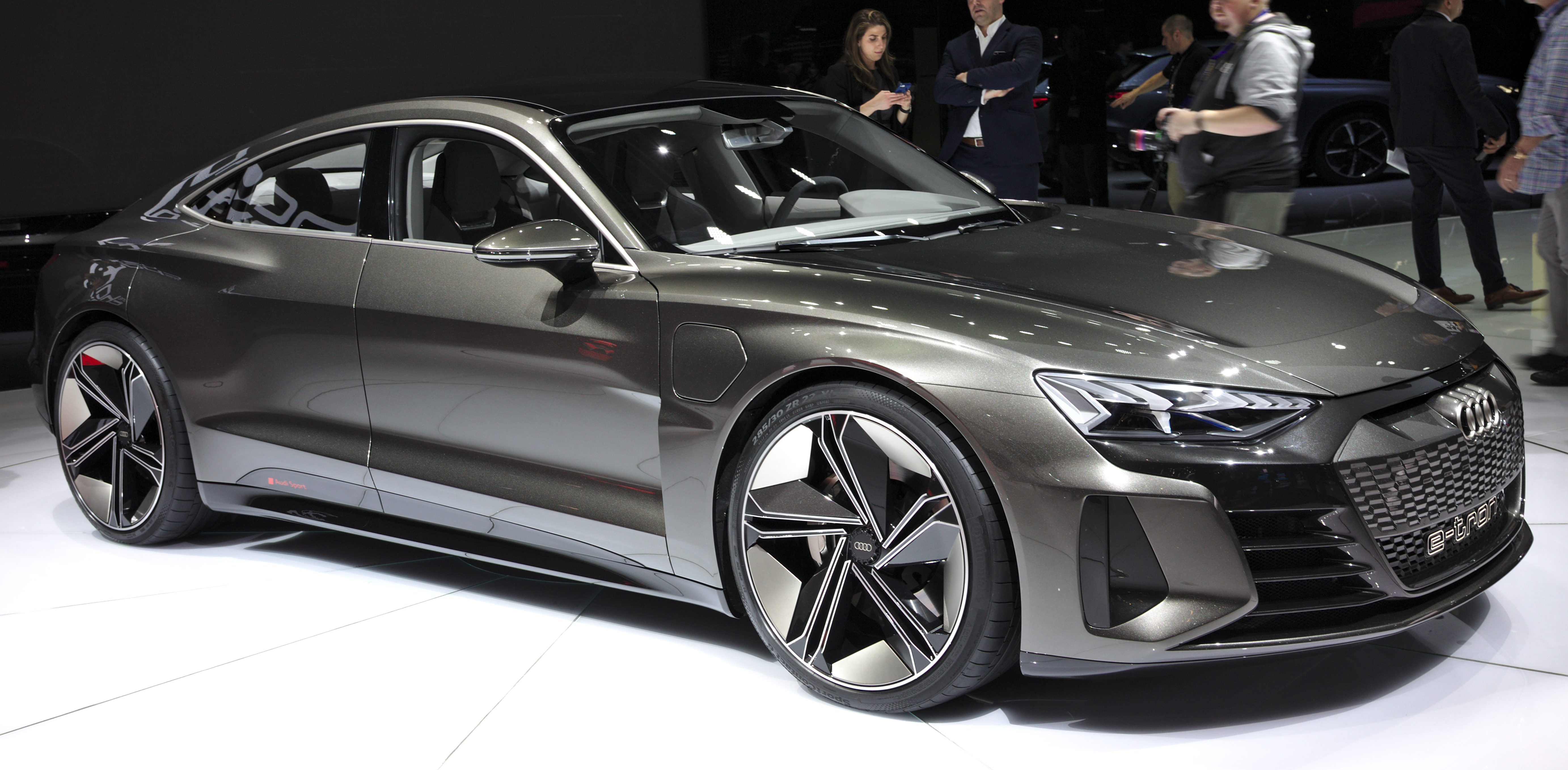
L'Audi e-tron GT Concept

Il prototipo chiamato Audi e-tron GT Concept, è stato presentato per la prima volta nel novembre 2018 al salone dell'automobile di Los Angeles, come terza vettura della famiglia e-tron dopo i SUV e-tron ed e-tron Sportback.
Il modello di serie è stato presentato in anteprima nel novembre 2020, con una livrea nero-grigio e strisce arancioni. Esteticamente, la Audi e-tron GT presenta un design molto simile al concept, caratterizzato da passaruota sporgenti, fari trapezoidali e una grande griglia anteriore esagonale.
L'auto condivide la base telaistica della piattaforma J6 e alcuni componenti tecnici del sistema di alimentazione elettrica con la Porsche Taycan; proprio come quest'ultima, nonostante la linea del tetto in stile coupé, è una berlina a 4 porte e 4 posti più.
La produzione in serie della e-tron GT è iniziata 2 mesi prima del suo debutto ufficiale, nel dicembre 2020. A differenza dei modelli e-tron ed e-tron Sportback che vengono prodotti in Belgio, la GT è la prima auto elettrica Audi a essere prodotta nella sede della casa tedesca presso lo stabilimento di Neckarsulm. La vettura ha debuttato ufficialmente nella sua veste definitiva agli inizi di febbraio 2021.

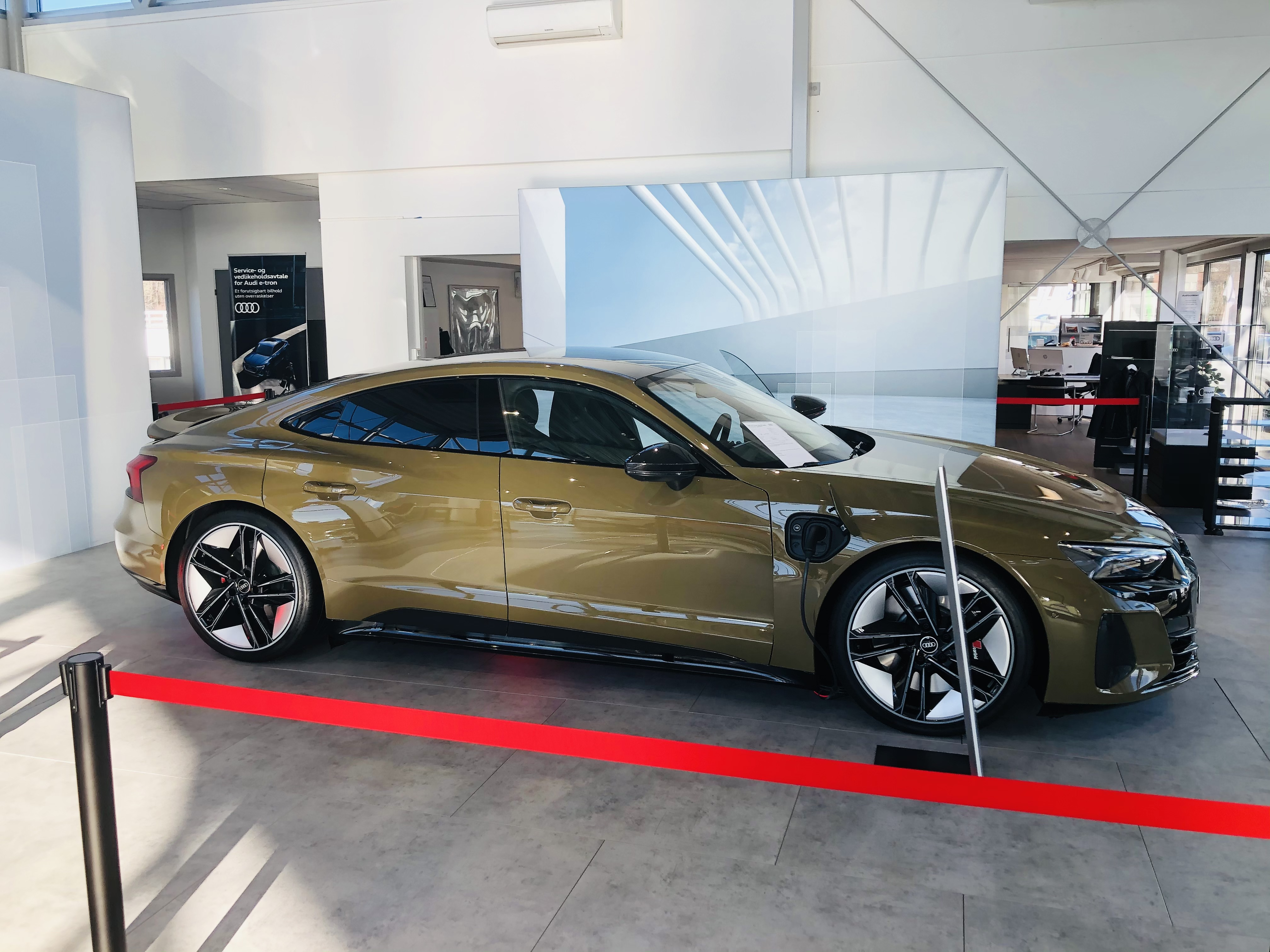
Audi e-tron GT RS

A muovere la vettura ci sono due 2 motori elettrici, uno per l'asse anteriore (questo connesso ad una trasmissione monomarcia) e l'altro per il posteriore collegati a una trasmissione automatica a 2 velocità (in modo analogo alla Taycan) con una potenza totale di 530 CV e 640 Nm, alimentati da un pacco batterie da 93,4 kWh lordi agli ioni di litio raffreddato a liquido. Ciò garantisce un'autonomia di circa 425 km. La ricarica può arrivare fino a 270 kW con rete a 800 volt. La GT accelera da 0 a 100 km/h in 4,1 secondi e tocca i 245 km/h.
Audi ha anche presentato il 9 febbraio 2021 una versione più sportiva e prestazionale denominata RS, con due motori elettrici e una potenza totale di 646 CV e con 880 Nm di coppia. Accelerazione nello 0 a 100 km/h viene coperta in 3.3 secondi, con una velocità massima limitata a 250 km/h.